# Rincon Sapiência
Danilo Albert Ambrosio (São Paulo, 9 de setembro de 1985), mais conhecido pelo nome artístico Rincon Sapiência ou Manicongo, é um rapper e poeta brasileiro. Começou sua carreira em 2000, e adquiriu sucesso em 2009 com o lançamento do single "Elegância".

## Carreira
Rincon Sapiência iniciou a carreira em 2000, como parte da banda Munições da 38, onde atuava com os nomes artísticos Rincon X e MC Shato. Ainda, trabalhou nos grupos Ébanos, 2º Assalto, Plano B, Equilíbrio Insano e Porte Verbal, sendo que neste último participou do álbum As Coisas Vão Melhorar..., lançado pela Salmus Produções em 2003. Em 2005, ingressou no selo Plano Áudio, do rapper Kamau, e fez parte da banda Simples, onde lançou sua primeira faixa solo, "Aventureiro", que teve presença no álbum Escuta Aí. A partir de então, Rincon começou a fazer shows em São Paulo e outros estados.
Além de cantar rap, Rincon desenvolveu oficinas de poesia, eventos de hip hop e outras atividades sociais. Ainda em 2005, participou do Fórum Social Mundial, onde realizou freestyle rap de microfone aberto e venceu o campeonato de improviso que ocorreu no local. Atualmente,quando ele faz parte do grupo Audácia, onde conta com a presença de Cafuris, RG, Rocha e Raphão, e planeja lançar um disco solo brevemente. Em 2009, participou junto com Projota e MC Rashid do programa Manos e Minas, da TV Cultura. Um mês depois, em julho de 2009, lançou o single "Elegância", que foi acompanhado de um videoclipe, de março de 2010, que foi exibido na MTV. Este single faz parte do seu primeiro álbum, promocional, chamado Promotrampo Volume 1.
Foi indicado para o Video Music Brasil 2010 na categoria "Rap". Esteve presente no disco do NX Zero Projeto Paralelo onde participa na faixa "Tarde Pra Desistir", uma das quatro inéditas
Em 2016, Rincon soltou seu single intitulado "Ponta de Lança - Verso Livre". Rincon também participou de Poetas no Topo 3.1 - Prólogo, uma série de vídeos que reuniu 38 MC's de oito estados que se encerrará no 3.3.
Seu disco solo Galanga Livre foi eleito o melhor disco brasileiro de 2017 pela revista Rolling Stone Brasil.
Em 2018, se reuniu com diversos grandes rappers brasileiros já consagrados e respeitados no movimento do rap nacional colaborando com Emicida, Mano Brown, Rael, Djonga e BK no single O céu é o limite. Além de trabalhos com Drik Barbosa e Rubel, o artista engatou uma parceria com a cantora do Rio de Janeiro IZA, no single "Ginga"; e com a cantora também do Rio Alice Caymmi, na faixa "Inimigos", do seu terceiro álbum Alice. Em 2019, lançou seu segundo álbum de estúdio, intitulado:  Mundo Manicongo: Dramas, Danças e Afroreps, apresentando o single Mundo Manicongo no internacionalmente conhecido canal do Youtube COLORS.

## Ancestralidade
Em 2021, Sapiência submeteu-se a exame de ancestralidade onde descobriu que possui 94,7% de ancestralidade africana (Norte da África e Oeste da África) e 5,3% de ancestralidade americana.

## Discografia

### Álbuns
| Álbum                                      | Detalhes                                                                                   |
| ------------------------------------------ | ------------------------------------------------------------------------------------------ |
| Galanga Livre                              | - Lançado: 25 de maio de 2017 - Formato: Download digital - Gravadora: Boia Fria Produções |
| Mundo Manicongo: Dramas, Danças e Afroreps | - Lançado: 25 de novembro de 2019 - Formato: Download digital e LP - Gravadora: MGoma      |

### Extended play (EP)
| Álbum       | Detalhes                                                                                   |
| ----------- | ------------------------------------------------------------------------------------------ |
| SP Gueto BR | - Lançado: 15 de maio de 2014 - Formato: Download digital - Gravadora: Boia Fria Produções |

### Álbuns ao vivo
| Álbum                                                    | Detalhes                                                                         |
| -------------------------------------------------------- | -------------------------------------------------------------------------------- |
| Rincon Sapiência no Estúdio Showlivre por Coala Festival | - Lançado: 7 de julho de 2017 - Formato: Download digital - Gravadora: Showlivre |

### Álbuns promocionais
| Álbum             | Detalhes                                                              |
| ----------------- | --------------------------------------------------------------------- |
| Promotrampo Vol 1 | - Lançado: 2010 - Formato: Download digital - Gravadora: Independente |

### Singles

#### Como artista principal
| Título                                                          | Ano  | Álbum                         |                               |
| --------------------------------------------------------------- | ---- | ----------------------------- | ----------------------------- |
| "Elegância"                                                     | 2009 | Promotrampo Vol 1             |                               |
| "Linhas de Soco"                                                | 2014 | Não adicionado a nenhum álbum |                               |
| "A coisa Tá Preta"                                              | 2016 | Galanga Livre                 |                               |
| "Ponta de Lança"                                                | 2016 | Galanga Livre                 |                               |
| "Meu Bloco"                                                     | 2017 | Galanga Livre                 |                               |
| "Ostentação à Pobreza"                                          | 2017 | Galanga Livre                 |                               |
| "A Volta pra Casa"                                              | 2017 | Galanga Livre                 |                               |
| "Afro Rep"                                                      | 2017 | Não adicionado a nenhum álbum | Não adicionado a nenhum álbum |
| "Área de Conforto"                                              | 2018 | Não adicionado a nenhum álbum | Não adicionado a nenhum álbum |
| "Resenha de Futebol" (Rincon Sapiência part. Karol Conka, Rael) | 2018 | Não adicionado a nenhum álbum | Não adicionado a nenhum álbum |
| "Pimenta" (Rincon Sapiência com Cortesia Da Casa e Haikaiss)    | 2018 | Não adicionado a nenhum álbum | Não adicionado a nenhum álbum |
| "Mete Dança"                                                    | 2018 | Não adicionado a nenhum álbum | Não adicionado a nenhum álbum |
| "Crime Bárbaro"                                                 | 2018 | Não adicionado a nenhum álbum | Não adicionado a nenhum álbum |
| "Placo"                                                         | 2018 | Não adicionado a nenhum álbum | Não adicionado a nenhum álbum |
| "Dame Mais"                                                     | 2018 | Não adicionado a nenhum álbum | Não adicionado a nenhum álbum |
| "Bon Voyaga (Crioulo em Paris)                                  | 2019 | Não adicionado a nenhum álbum | Não adicionado a nenhum álbum |

#### Como artista convidado
| Título                                                                                          | Ano  | Álbum                         |
| ----------------------------------------------------------------------------------------------- | ---- | ----------------------------- |
| "Tarde Pra Desistir" (NX Zero part. Rincon Sapiência)                                           | 2010 | Projeto Paralelo              |
| "Hoje Tem Batuque" (Raphão Alaafin part. Rincon Sapiência)                                      | 2016 | Não adicionado a nenhum álbum |
| "Melanina" (Drik Barbosa part. Rincon Sapiência)                                                | 2018 | Espelho                       |
| "Chiste" (Rubel part. Rincon Sapiência)                                                         | 2018 | Casas                         |
| "Ginga" (IZA part. Rincon Sapiência)                                                            | 2018 | Dona de Mim                   |
| "Na Quebrada" (PEDRO part. Rincon Sapiência)                                                    | 2018 | Na Quebrada                   |
| "Dame Mais" (Tropkillaz part Rincon Sapiência, Clau)                                            | 2018 | Não adicionado a nenhum álbum |
| "Fazer Valer" (Amanda Magalhães part Rincon Sapiência)                                          | 2018 | Não adicionado a nenhum álbum |
| "O Céu é o Limite" (Devasto Prod com BK', Emicida, Mano Brown, Djonga, Rincon Sapiência e Rael) | 2019 | Não adicionado a nenhum álbum |

### Videoclipes
| Título                         | Ano  | Diretor(es)                    | Notas             |
| ------------------------------ | ---- | ------------------------------ | ----------------- |
| "Elegância"                    | 2010 | Gabriel Braga e Luis Rodrigues |                   |
| "Transporte Público"           | 2013 | Rincon Sapiência               |                   |
| "Profissão Perigo"             | 2014 | Andreh Santos                  |                   |
| "Coisas do Brasil"             | 2014 | Luba Construktor               |                   |
| "Linhas de Soco"               | 2014 | Evandro Ambrosio               |                   |
| "Ponta de Lança (Verso Livre)" | 2016 | Jonah Emilião                  |                   |
| "Meu Bloco"                    | 2017 | Jorge Dayeh (Anão)             |                   |
| "Ostentação à Pobreza"         | 2017 | Marco Loschiavo                |                   |
| "A Volta pra Casa"             | 2017 | Kill The Buddha                |                   |
| "Afro Rep"                     | 2017 | Agência Dabba                  |                   |
| "Área de Conforto"             | 2018 | Mooc                           |                   |
| "Ginga"                        | 2018 | Felipe Sassi                   | Videoclipe de IZA |
| "Resenha de Futebol"           | 2018 | Fred Ouro Preto                |                   |

## Filmografia

### Cinema
| Ano  | Título   | Personagem        | Ref.   |
| ---- | -------- | ----------------- | ------ |
| 2015 | Jonas    | Cesinha           | [ 10 ] |
| 2020 | Selvagem | Professor Antônio | [ 11 ] |

### Televisão
| Ano  | Título   | Personagem | Notas                                         | Ref.   |
| ---- | -------- | ---------- | --------------------------------------------- | ------ |
| 2017 | Afronta! | Ele mesma  | Série Documental Episódio: "Rincon Sapiência" | [ 12 ] |

## Prêmios e Indicações
| Ano  | Prêmio                      | Categoria                     | Indicação                                                                      | Resultado | Ref.   |
| ---- | --------------------------- | ----------------------------- | ------------------------------------------------------------------------------ | --------- | ------ |
| 2017 | Prêmio Multishow            | Artista Revelação             | Rincon Sapiência                                                               | Venceu    | [ 13 ] |
| 2017 | Prêmio Multishow            | Melhor Capa de Disco          | Galanga Livre                                                                  | Venceu    | [ 14 ] |
| 2017 | Prêmio Multishow            | Melhor Produtor               | Galanga Livre                                                                  | Venceu    | [ 15 ] |
| 2018 | Prêmio Gshow                | Hino do Ano                   | 'Ginga' (IZA part Rincon Sapiência)                                            | Venceu    |        |
| 2019 | Troféu Internet             | Melhor Cantor                 | Rincon Sapiência                                                               | Pendente  |        |
| 2019 | Festival Guarnicê de Cinema | Melhor Trilha Sonora Original | Selvagem (2020) Rincon Sapiência, RBS, Leonardo de Sá, Libaldo Mantovanni Neto | Venceu    | [ 16 ] |